# Landgericht Bialystock
Das Landgericht Bialystock war ein deutsches Gericht der ordentlichen Gerichtsbarkeit im Bezirk des Oberlandesgerichts Königsberg mit Sitz in Bialystock.

## Geschichte
Nach dem deutschen Überfall auf die Sowjetunion im Juni 1941 wurde dieses Gebiet, das bis August 1939 zum polnischen Staat gehört hatte und anschließend im Rahmen des Hitler-Stalin-Paktes und der sowjetischen Besetzung Ostpolens kurzfristig Teil der Sowjetunion gewesen war, ein CdZ-Gebiet. Dieses Gebiet stand als Bezirk Bialystok von 1941 bis 1944/45 unter deutscher Herrschaft, jedoch ohne förmlich in das Deutsche Reich eingegliedert zu werden.
Das Landgericht Bialystock wurde Ende 1942 als zehntes Landgericht im Bezirk des Oberlandesgerichtes Königsberg gebildet. Der Sitz des Gerichts war Bialystock. Sein Sprengel war der Bezirk Bialystok. Dem Landgericht wurden folgende Amtsgerichte zugeordnet:
| Amtsgericht            | Sitz       |
| ---------------------- | ---------- |
| Amtsgericht Bialystock | Bialystock |
| Amtsgericht Grodno     | Grodno     |

1944/45 wurde der Landgerichtsbezirk von der Roten Armee zurückerobert. Damit endete auch die kurze Geschichte des Landgerichts Bialystock und seiner Amtsgerichte.